# Emyli
Emyli (Japão, 23 de abril de 1988) é uma cantora japonesa de pop e R&B que ganhou popularidade através de seus trabalhos com o M-flo. Apesar de suas atividades serem um pouco secretas, sua carreira solo começou em 2003. Com um contrato assinado com a ZETIMA, a gravadora do Hello! Project, ela é representada pela UP-FRONT WORKS, a agência que também representa o H!P.

## Biografia
Quando jovem, Emyli estudou em escolas americanas, o que lhe rendeu uma vivência com a língua inglesa. Aos três anos, começou a estudar balé e, aos cinco, tentou a sorte dançando hip-hop. Foi apenas aos onze anos que ela passou a treinar seus vocais. Seu gosto por R&B apareceu logo, através de artistas como Alicia Keys, um de seus ídolos. Sua família musical havia sido encontrada.
Emyli fez sua entrada na indústria musical japonesa aos 15 anos, através de uma convenção de novos talentos, na qual ela fez covers de Fallin, de Alicia Keys, e Lately, de Stevie Wonder. Logo a jovem assinou com a Sony BMG Music (do Japão) e seu primeiro single, "Rain", foi lançado em junho de 2003. Ainda que esse primeiro lançamento tenha sido confidencial, as vendas satisfatórias permitiram que ela seguisse em frente e, dois meses depois, ela lançou "Someday", seu segundo single, seguido pelo álbum "Flower of Life", duas semanas depois. Ela também participou do único single de VOICE OF LOVE POSSE, um projeto especial produzido por Imai Kôsuke, que reuniu vários artistas urbanos japoneses, como Zeebra, Lisa, Ai, DJ Akori, Michico e Bennie K.
Mesmo que seus lançamentos não fossem especialmente bem-sucedidos, eles lhe renderam a oportunidade de atrair a atenção do M-Flo, uma banda que está sempre buscando por talentos emergentes no mundo musical japonês. A dupla a convidou para cantar em "The Other Side of Love", o b-side do single "Let Go", em novembro de 2004. Nesse lançamento, Emyli foi creditada como "Sister E", um tributo a "Sister M", ou Sakamoto Miu, a irmã de Sakamoto Ryuichi, que iria cantar a música.
Como prova de sua popularidade, no ano seguinte ela trabalhou novamente com o M-Flo, dessa vez em dois singles. Em fevereiro, Emyli cantou com o rapper Diggy-MO’ no single "Doramine" e, em julho, ela se uniu a Yoshika em "Loop In My Heart". O M-Flo também a convidou para se apresentar ao vivo com eles em diversos festivais, como o "Rock in Japan Festival 2005", o "a-nation" e o "Tokyo Girls Collection". Após uma pausa de dois anos, Emyli começou a trabalhar mais em sua carreira solo com um novo single, "Come Home", lançado pela gravadora 30TH. Ela também mudou a forma como seu nome era escrito, deixando para trás as letras todas maiúsculas para um design mais feminino.
Seduzidos por suas performances vocais nos festivais de verão, os membros do M-Flo a convidaram para participar da turnê "Beat Space Nine Tour 2005", assim como o evento de sua gravadora Armitage Night de 2005 e do último show de sua turnê na Coreia do Sul. Nesse show, junto com seus mentores, ela cantou músicas das quais havia participado anteriormente, mas também substituiu Bennie K, Monday Michiru e Kahimi Karie nas faixas das quais eles haviam participado.

## Trajetória

### 2006
M-Flo participa mais uma vez de diversos festivais e convida Emyli para cantar com eles e com outros artistas que costumavam trabalhar com a dupla. Como em anos anteriores, Emyli substituiu artistas que não estavam presentes. Ela também tentou trabalhos com outros artistas nessa época, incluindo a banda coreana Shinhwa, em seu álbum "Inspiration #1". Em outubro, ela lançou outro maxi-single, "Don’t Vanish Yourself", por uma nova gravadora, a Seventh Code.

### 2007
A cantora continua com suas atividades solo com dois singles, "Day By Day" e "Tekito Lover", que contou com a participação de Verbal, do M-Flo, lançados em abril e julho. Ela também continuou fiel à famosa dupla participando de alguns shows da turnê no mesmo ano. Em agosto, Emyli revelou uma nova faixa, "My Love", ainda não lançada, durante um mini-live organizado em uma Apple Store. Em outubro, ela deu início a um programa de rádio semanal, o "Five Stars", do qual outros artistas da UP-FRONT WORKS também participam, na Inter-FM, no qual ela tem um papel como DJ.

### 2008
Um novo best-of do M-Flo foi lançado. Esse álbum incluía uma faixa intitulada "Love Comes and Goes", que reuniu participantes recorrentes do projeto "M-Flo Loves" e contou com a voz de Emyli, assim como as de Ryohei, YOSHIKA, Hinouchi Emi e Lisa. Naquele mesmo mês, ela também fez seu primeiro show solo em um show intitulado "Sweet Nineteen Drops", no Pacific Heaven.

## Discografia

### Albums
- Flower of Life (2003)

### Singles
- Rain (2003)
- Someday (2003)
- Dopamine (M-Flo Loves Emyli & Diggy'Mo) (2005)
- Loop in My Heart (M-Flo Loves Emyli & Yoshika) (2005)
- Come Home (2005)
- Don't Vanish Love (2006)
- Day by Day (2007)
- Tekitō Lover feat. Verbal (2007)
- Take Me Away (2010)
- Wanna Dance (2010)